# Latastia doriai
Latastia doriai är en ödleart som beskrevs av  Jacques von Bedriaga 1884. Latastia doriai ingår i släktet Latastia och familjen lacertider.

## Underarter
Arten delas in i följande underarter:
- L. d. doriai
- L. d. martensi
- L. d. scorteccii